# Олимпийский комитет Польши
Олимпийский комитет Польши (пол. Polski Komitet Olimpijski, PKOl) — некоммерческая организация. Основана в 1918 году и официально признана МОК в 1919 году.
Представляет польских атлетов в Международном олимпийском комитете.
Штаб-квартира комитета расположена в Варшаве.

## Руководители НОК Польши

### Президенты
- Стефан Любомирский (1919—1921)
- Казимир Любомирский (1921—1929)
- Казимир Глабиш (1929—1945)
- Альфред Лот (1946—1952)
- Владимир Речек (1952—1973)
- Болеслав Капитан (1973—1978)
- Мариан Ренке (1978—1986)
- Болеслав Капитан (1986—1988)
- Александр Квасьневский (1988—1991)
- Анджей Шалевич[пол.] (1991—1997)
- Станислав Стефан Пащик[пол.] (1997—2005)
- Пётр Нуровский (2005—2010)
- Анджей Красьницкий (2010—2023)
- Радослав Песевич[пол.] (2023 — н. в.)